# Phricogenes sophronopa
Phricogenes sophronopa är en fjärilsart som beskrevs av Edward Meyrick 1931. Phricogenes sophronopa ingår i släktet Phricogenes och familjen stävmalar. Inga underarter finns listade i Catalogue of Life.